# 陈天任
陈天任（1914年—），男，安徽五河人，中华人民共和国政治人物，曾任中国国民党革命委员会中央委员会委员，安徽省政协副主席，安徽省人大常委会副主任，第六、七届全国人大代表。